# Amara Simba
Amara Simba (Dakar, 23 dicembre 1961) è un ex calciatore senegalese naturalizzato francese, di ruolo attaccante.

## Carriera

### Club
Durante la sua carriera ha giocato con numerose squadre di club, tra cui principalmente il Paris Saint-Germain, con cui conta 95 presenze e 19 gol.

### Nazionale
Conta 4 presenze e 3 reti con la nazionale francese.

## Palmarès

### Club

#### Competizioni nazionali
- Coppa di Francia: 1

PSG: 1992-1993
- FA Trophy: 1

Kingstonian: 1999-2000